# براندون فوسكو
براندون فوسكو (بالإنجليزية: Brandon Fusco)‏ هو لاعب كرة قدم أمريكية أمريكي، ولد في 26 يونيو 1988 في دايتون في الولايات المتحدة.

## وصلات خارجية
- براندون فوسكو على موقع مرجع كرة القدم المحترفة.كوم (الإنجليزية)